# اکسید گوگرد
اکسید گوگرد می‌تواند به گونه‌های زیادی از ترکیبات محتوی اکسیژن و گوگرد اشاره کند، از جمله SO2, SO3, S7O2, S6O2, S2O2, و غیره.
اکسید گوگرد (SOx) به یک یا چند مورد از فهرست زیر اشاره می‌کند: 
- گوگرد مونوکسید (SO)
- گوگرد دی‌اکسید (SO2)
- گوگرد تری‌اکسید (SO3)
- دی سولفور مونوکسید (S2O)
- دی‌سولفور دی‌اکسید (S2O2)